# Посольство Єгипту в Україні
Посольство Арабської Республіки Єгипет у Києві  — офіційне дипломатичне представництво Арабської Республіки Єгипет в Україні, відповідає за підтримку та розвиток міждержавних відносин між Єгиптом та Україною.

## Історія посольства
Арабської Республіки Єгипет визнала незалежність України 3 січня 1992 року. 25 січня 1992 року встановлено дипломатичні відносини між Україною та Арабської Республіки Єгипет..

## Надзвичайні і Повноважні Посли Єгипту в Україні
1. Гусейн Камаль-Елдін Шалаш (1993—1997)
2. Мохамед Омар Ель-Фарук Хасан (1997—2002)
3. Мона Алі Хашаба (2002—2005)
4. Юсеф Мустафа Зада (2005—2008)
5. Ясір Мохамед Атеф Абдель Кадер (2008—2012)
6. Усама Тауфік Бадр (2012—2016)[2]
7. Хоссам Ельдін М. Алі (2016—2020)[3][4]
8. Айман Елгаммал (2020—2024)
9. Баракат Еллейті (з 2024)[5]